# دانيال أونغر
دانيال أونغر (بالألمانية: Daniel Unger)‏ هو تريثلت ألماني، ولد في 22 مارس 1978 في رافنسبورغ في ألمانيا.

## وصلات خارجية
- دانيال أونغر على موقع اتحاد الترياتلون الدولي (الإنجليزية)
- دانيال أونغر على موقع IAT Triathlon Database (الإنجليزية)
- دانيال أونغر على موقع أوليمبيديا (الإنجليزية)